# Heuvelforten in Litouwen

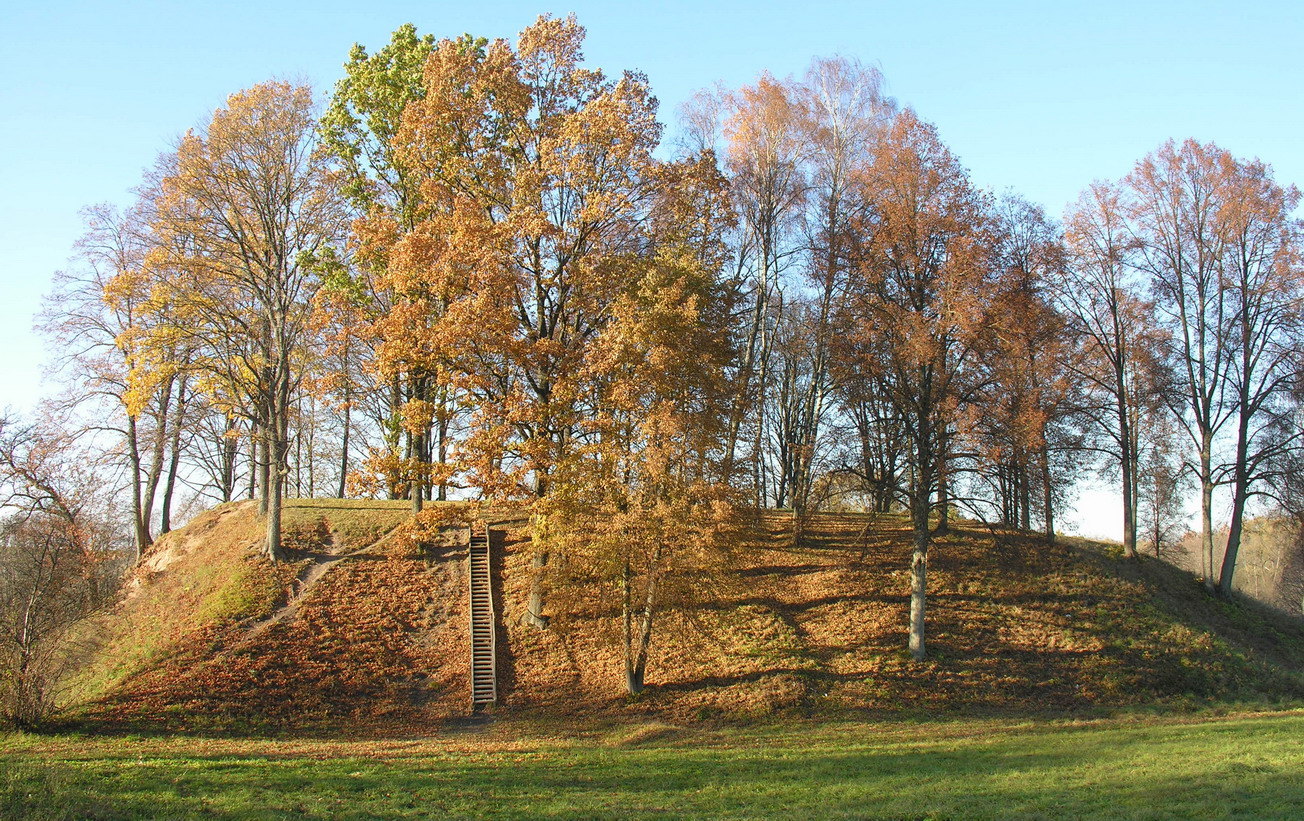
heuvelfort Daubariai in de gemeente Mažeikiai

De heuvelforten in Litouwen (Litouws: piliakalnis, meervoud piliakalniai, van pilis (kasteel) en kalnas (berg, heuvel) dateren van de bronstijd (1e millennium v.Chr.) tot de middeleeuwen. Volgens de Atlas van Litouwse heuvelforten werden er anno 2017 921 objecten in Litouwen geïdentificeerd als piliakalniai, heuvelfort. De meeste liggen in de buurt van rivieren en worden bedreigd door erosie. Vele zijn gedeeltelijk ingestort omdat de rivier de voet van de heuvel heeft weggespoeld. Ongeveer 80 procent is bedekt met bos en nauwelijks toegankelijk voor bezoekers.
De vroegste voorbeelden in het huidige Litouwen zijn te vinden in het oosten van het land. De meeste van deze forten werden gebouwd of uitgebreid tussen de 5e en 15e eeuw, toen ze werden gebruikt in de hertogenoorlogen en tegen de invasie van Duitse ridders vanuit het westen. De meeste forten lagen aan de oevers van een rivier, of een samenvloeiing waar twee rivieren samenkwamen. Deze vestingwerken waren meestal van hout, hoewel sommige extra stenen of bakstenen muren hadden. De heuvel werd meestal gebeeldhouwd voor defensieve doeleinden, waarbij de top werd afgeplat en de natuurlijke hellingen steiler werden gemaakt ter verdediging.
Tijdens de beginjaren van het grootvorstendom Litouwen speelden heuvelforten een belangrijke rol in conflicten met de Orde van de Zwaardbroeders en de Duitse Orde. Gedurende deze periode nam het aantal in gebruik zijnde heuvelforten af, maar de overgebleven heuvelforten hadden sterkere vestingwerken. Er ontwikkelden zich twee belangrijke verdedigingslinies: één langs de Memel en een andere langs de grens met Lijfland. Twee andere linies  begonnen zich te vormen, maar ontwikkelden zich niet volledig. De ene was om Vilnius, de hoofdstad, te beschermen, en de andere linie in Samogitië was een belangrijk doelwit voor beide orders. Dit gebied scheidde de twee Orden en verhinderde gezamenlijke actie tussen hen en het heidense Litouwen.